# ФК Хетафе
ФК Хетафе (шп. Getafe Club de Fútbol) је шпански фудбалски клуб из истоименог мадридског предграђа. Домаће утакмице игра на стадиону Колисеум Алфонсо Перез, капацитета 17.000 гледалаца.
Првобитан клуб Хетафе (Club Getafe Deportivo) је основан 1946. године и угашен 1. јула 1983. због дугова, али је већ 8. јула 1983. основан данашњи Хетафе.
Највећи успеси клуба су финала Купа Шпаније 2007. и 2008, као и наступ у четвртфиналу УЕФА купа у сезони 2007/08.

## Трофеји
- Куп Шпаније:

Финалиста (2): 2006/07, 2007/08.

## Директори
- 1983 - 1992 Антонио де Мигел
- 1992 - 2000 Франсиско Флорес
- 2000 - 2001 Фелипе Гонзалез
- 2001 - 2001 Доминго Ребосио
- 2002 - Анхел Торес Санчез